# Tomatlán (Jalisco)
Tomatlán es una localidad del estado mexicano de Jalisco. Es la cabecera del municipio de Tomatlán.

## Toponimia
El nombre «Tomatlán» proviene de los términos en náhuatl: tomatl, tomate; tlan, lugar de abundancia. Su significado es «Lugar donde abundan los tomates».

## Demografía
| Gráfica de evolución demográfica |
|                                  |

| Censo | Población |
| ----- | --------- |
| 1900  | 1 012     |
| 1910  | 1 083     |
| 1921  | 798       |
| 1930  | 659       |
| 1940  | 741       |
| 1950  | 1 059     |
| 1960  | 1 812     |
| 1970  | 2 695     |
| 1980  | —         |
| 1990  | 6 849     |
| 2000  | 7 944     |
| 2010  | 9 026     |
| 2020  | 9 842     |